# 磯村尚徳
磯村 尚徳（いそむら ひさのり、1929年（昭和4年）8月9日 - 2023年（令和5年）12月6日）は、日本のジャーナリスト、ニュースキャスター。NHK専務理事待遇特別主幹。ニュースセンター9時（NC9）編集長兼キャスター。

## 来歴
東京生まれ。初め（小学校）と終わり（旧制高等科→新制大学）が学習院で、間に挟んで都立第四高校（都立戸山高校）に通った。陸軍の駐在武官だった父・磯村武亮の勤務の関係で、小学時代の大半をトルコで過ごした。トルコではフランス人学校で学び、フランス語を習得する。帰国後、学習院に入りなおした。
1953年に学習院大学政経学部卒業後、NHKに入局。当時NHKではフランス語の使い手が必要だったため、たった一人東京報道局に配属になった。1954年外信部に異動、以後ハノイ、カイロ特派員を経て、ヨーロッパ総局パリ支局特派員（1958年-1962年）、東京報道局政治部の自民党記者クラブ・大野派担当を経て、1966年ワシントン支局長。
帰国後の1971年に外信部長に昇格。1974年4月から報道局副主幹として、NC9の初代編集長兼キャスターを担当。1977年よりヨーロッパ総局長、1984年に報道局長、専務理事待遇特別主幹を歴任。
1991年東京都知事選挙への立候補のためNHKを退職。一度は出馬を表明し撤回したアントニオ猪木と政策協定を結んだが、知事選では落選した。その後はフリーの外交評論家として活躍。パリに渡り、パリ日本文化会館館長を務めたほか、様々な要職・委員を務める。1998年長野オリンピック開会式では、当時NHKアナウンサーだった道傳愛子とともに総合司会を務め、磯村はフランス語、道傳は英語も担当した。
2023年12月6日、骨髄異形成症候群のため、東京都内のホスピスで死去した。94歳没。

## 人物
- フランス語の達人で、英語、ポルトガル語、スペイン語、イタリア語も解する。
- 好奇心旺盛で、グルメやファッションにも詳しい。好きなブランドはエルメス、シャルベなど。エルメスのネクタイならあえて無地のを選ぶことが多いが、ニュースセンター9時の中で、自分がそのとき身に付けていたスーツを指差して「この外国製の背広を…」などと話したこともある。

## 親族
- 祖父は陸軍大将磯村年､父は陸軍中将磯村武亮､妻文子は東京大学名誉教授鈴木竹雄の長女。鈴木家は味の素の創業者一族である。
- NHKエグゼクティブアナウンサーを務めた松平定知はいとこ。

## 著作
- 『ちょっとキザですが』講談社、1976年2月。
  - 『ちょっとキザですが』講談社文庫、1982年12月。ISBN 978-4061341807。
- 『黄昏どきのおしゃべり : 座談』朝日ソノラマ、1977年1月25日。
- 『ちょっとキザですが 続』講談社、1977年1月。ISBN 978-4061434745。
  - 『ちょっとキザですが 続』講談社文庫、1983年5月。ISBN 978-4061830370。
- 『世界を翔ぶ : またまたちょっとキザですが』講談社、1978年10月。
- 『世界トップレディーインタビュー』主婦の友社〈Tomo選書〉、1979年6月。
- 『今日は!磯村です : 対談 ちょっとキザですが』講談社、1980年9月10日。ISBN 978-4061435711。
- 『ブローニュの森から : 磯村尚徳ヨーロッパ報告』日本放送出版協会、1982年12月10日。ISBN 978-4140083024。
- 『旅して想う 「NHKワールド・ネットワーク」より』日本放送出版協会、1988年7月。ISBN 978-4140180136。
- 『新しい女性これからの時代 磯村尚徳対談集』誠書房、1989年12月。ISBN 978-4875647140。
- 『世界の中の日本』中央出版社、1989年7月。ISBN 978-4805647462。
- 『ニュー・ストリーム人間図式』青春出版社、1991年3月。ISBN 978-4413030151。
- 『ちょっとごぶさたしましたが』講談社、1991年7月。ISBN 978-4062023795。
- 『しなやかなフランス人』毎日新聞社、1999年10月。ISBN 978-4620313689。
- 『日本人はなぜ世界が読めないのか カルロス・ゴーンの成功の秘密』朝日出版社、2003年1月。ISBN 978-4255001890。

### 共編著
- 瀬川昌昭、岡田多生共著『近代国家の像』 <NHK海外シリーズ> 日本放送出版協会、1965年1月。
- 編著 萩野弘巳訳『フランス・ジョーク集』実業之日本社、1976年。
- 深田祐介共著『セーヌで語ろう』文藝春秋、1980年10月。 
  - 深田祐介共著『セーヌで語ろう 新フランス文化・観光案内』文春文庫、1985年2月。ISBN 978-4167219086。
- 矢野暢共編著 NHK取材班 構成『アジアとの対話』日本放送出版協会、1984年。ISBN 4140083387。
- NHK日本プロジェクト取材班共著『経済大国の試練 世界の中の日本 NHK特集=緊急リポート』日本放送出版協会、1986年12月。ISBN 978-4140085059。
- NHK日本プロジェクト取材班共著『経済大国の苦悩 世界の中の日本NHK特集=緊急リポート』 日本放送出版協会、1987年6月。ISBN 978-4140085455。
- NHK日本プロジェクト取材班共著『土地はだれのものか 世界の中の日本 NHK特集=緊急リポート』 日本放送出版協会、1987年10月。ISBN 978-4140085561。
- NHK日本プロジェクト取材班共著『アジアからの挑戦 世界の中の日本 NHK特集=緊急リポート』 日本放送出版協会、1988年8月。ISBN 978-4140086094。
- アンセルモ・マタイス共編『今こそ経済正義を 国際シンポジウム』みくに書房、1988年11月。ISBN 978-4943850250。
- NHK取材班共著『"壁"崩壊後の世界 大転換期、90年代のシナリオ』日本放送出版協会、1990年3月。ISBN 978-4140087039。
- 岩城宏之共著『この目で見た東欧 磯村・岩城トークスペシャル』ジャパンタイムズ、1990年3月。ISBN 978-4789005081。
- 編著『世界の中の日本』近藤書店、1991年10月。ISBN 978-4875642343。

### 翻訳
- V・ジスカール＝デスタン 萩野弘巳共訳『人間から出発する社会』ダイヤモンド社、1977年2月。
- J.J.セルヴァン＝シュレベール『世界の挑戦』小学館、1981年2月。
- ジェラール・メルメ 福井芳男、伊藤晃共監訳『フランス人白書』エディション・フランセーズ、1986年。
- ジョン・モール『ヨーロッパ人と知的につきあう方法 マナーにご用心! 仕事と旅行での文化の衝突』西村書店、1992年11月。ISBN 978-4890135066。
- ヤン・アルテュス＝ベルトラン写真 アンヌ・アルテュス＝ベルトラン文『空から見たパリ』河出書房新社、1993年3月。ISBN 978-4309261751。

## 出演
- ニュースセンター9時（キャスター、1974年4月 - 1977年3月）
- ゆく年くる年（司会、1976年 - 1977年）
- NHK特集 あのとき世界は - 磯村尚徳戦後史の旅（レポータ、1978 - 79年）
- ポーランド 試練の秋（レポーター、1981年）
- ワールドネットワーク世界はいま（キャスター、1986年）
- NHK特集 世界の中の日本 土地はだれのものか（キャスター、1987年）
- あなたとともに50年 今日はテレビの誕生日（2003年2月1日）[6]
- BSフジLIVE プライムニュース（BSフジ、コメンテーター、2010年8月10日・10月19日）